# Force des Nations unies chargée du maintien de la paix à Chypre
La Force des Nations unies chargée du maintien de la paix à Chypre (UNFICYP pour United Nations Peacekeeping Force in Cyprus) a été créée en 1964.

## Histoire
Chypre est alors en proie à de violents affrontements entre communautés grecque et turque. Par sa résolution 186 du 4 mars 1964, le Conseil de sécurité des Nations unies entend « prévenir toute reprise des combats et, selon qu'il conviendra, contribuer au maintien et au rétablissement de l'ordre public ainsi qu'au retour à une situation normale. » Après l'intervention militaire turque à l'été 1974, le Conseil de Sécurité élargit le mandat de l'UNFICYP et établit une zone tampon démilitarisée : la Ligne verte, contrôlée par l'UNFICYP.
Le quartier général de l'UNFICYP est basé à Nicosie. Le Représentant spécial du Secrétaire général et Chef de la mission est l’américaine Lisa Buttenheim,, nommée en 2010. Le Commandant de la Force est depuis le 1er janvier 2011 le général de division Chao Liu (République populaire de Chine),. En décembre 2010, les effectifs atteignent 1072 personnes, répartis entre soldats (854), policiers (68) et personnel civil international (37) et local (113).
Mi-mai 2014, Ban Ki-moon, secrétaire général de l'ONU, annonce la nomination de la général de division norvégienne Kristin Lund à la tête de l'UNFICYP ; il s'agit de la première femme à prendre la tête d'une force de maintien de la paix de l'organisation.
Son siège se situe dans l'ancien aéroport international de Nicosie.

## Pays contributeurs
Au titre des effectifs militaires
- Argentine, Autriche, Brésil, Canada, Chili, Chine, Croatie, Hongrie, Norvège, Paraguay, Royaume-Uni, Serbie, Slovaquie et Ukraine.

Au titre du personnel de police
- Australie, Bosnie-Herzégovine, Croatie, Inde, Irlande, Italie, Lituanie, Monténégro, Roumanie, Serbie, Slovaquie et Ukraine.

## Médaille

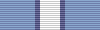
Ruban de la Médaille de l'UNFICYP.

## Sources